# Naturschutzgebiet Tongrube Oberauel

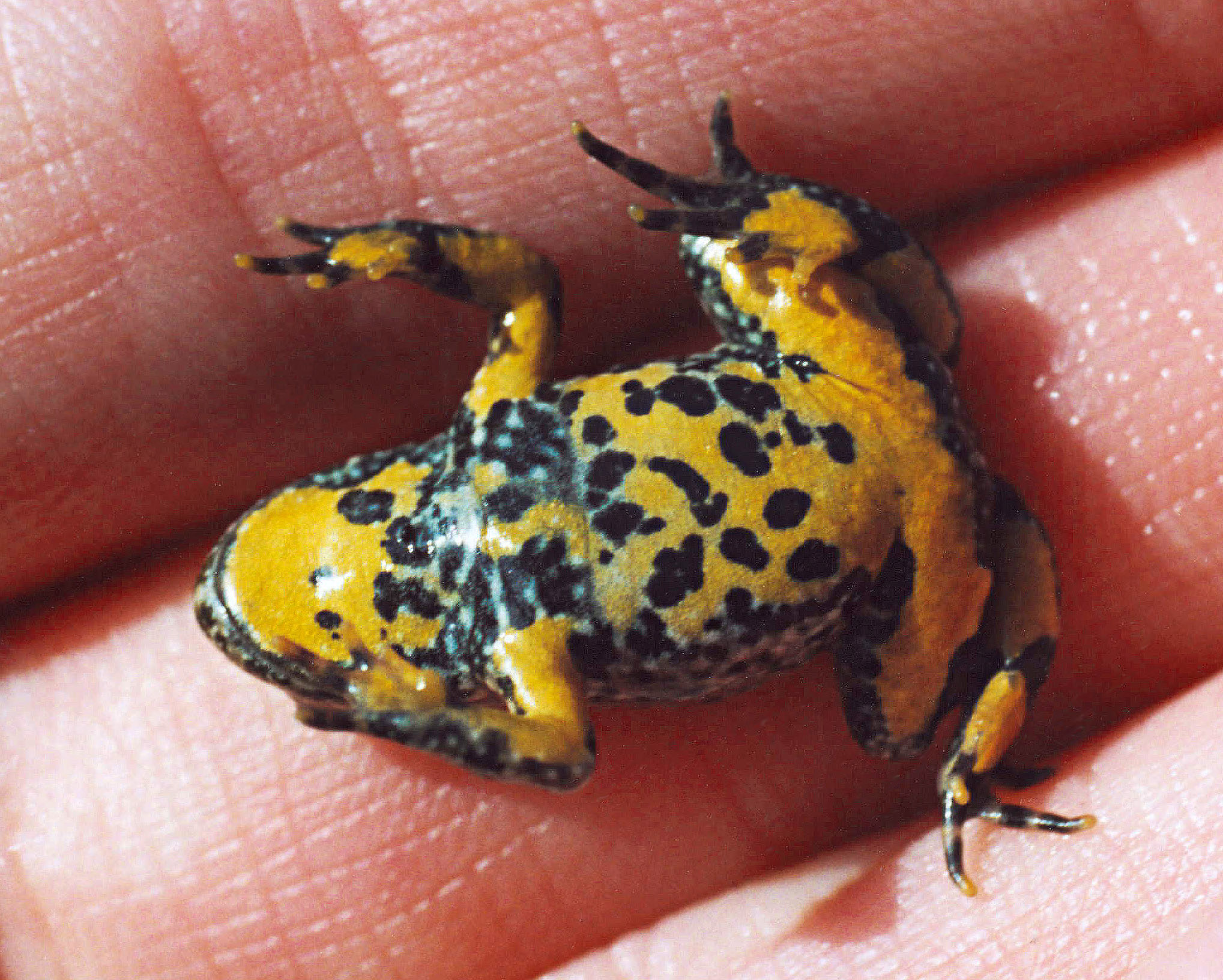
Gelbbauchunke auf dem Rücken liegend

Das Naturschutzgebiet Tongrube Oberauel ist eine ehemalige Tongrube mit einer Fläche von 23,66 Hektar. Das Naturschutzgebiet mit der Schlüssel-Nummer GL-048 liegt im Stadtteil Untereschbach von Overath mit Übergang in den Stadtteil Moitzfeld von Bergisch Gladbach.
Bis Anfang der 1960er Jahre wurden an der Südseite des Aueler Bergs, der sich mit 199 m Höhe über das Sülztal erhebt, Ton und Grauwacke abgebaut. Die im Sülztal gelegene Ziegelei verfügte über einen eigenen Gleisanschluss an die Sülztalbahn.

## FFH-Gebiet
Ein ca. 9 Hektar großer Bereich des NSG bildet das FFH-Gebiet gemäß FFH-Richtlinie unter dem Namen Tongrube/Steinbruch Oberauel und der Nummer DE-5009-302. Zielarten im FFH-Gebiet sind die Gelbbauchunke und die Geburtshelferkröte. Zusammen mit dem Naturschutzgebiet Grube Weiß bildet sie ein wichtiges Rückzugsgebiet für Amphibien. In den beiden ehemaligen Gruben befindet sich das derzeit einzig bekannte Vorkommen der Gelbbauchunke im Bergischen Land.